# Rogas festivus
Rogas festivus är en stekelart som först beskrevs av Statz 1938.  Rogas festivus ingår i släktet Rogas och familjen bracksteklar. Inga underarter finns listade i Catalogue of Life.